# Thigibba
Thigibba était une cité d'Afrique proconsulaire, plus précisément de la province de Byzacène, sur le territoire de l'actuelle Tunisie. La cité a été identifiée au site de Hammam Zouakra. C'est aussi un siège titulaire de l'Église catholique.

## Localisation et histoire
Le site est occupé du IIIe siècle av. J.-C. jusqu'après la conquête musulmane du Maghreb.

## Description du site et principaux édifices
La superficie du site est estimée à 80 hectares et comporte les éléments suivants :
- une nécropole mégalithique ;
- une muraille ;
- un arc de triomphe.

## Siège titulaire
Il est la succession d'un ancien évêché dans la ville antique éponyme.

### Titulaires du siège épiscopal dans l'Antiquité
- Rogatianus (401-411)
- Victorius fl. 411 (évêque donatiste)

### Titulaires du siège à l'époque contemporaine
- Joseph Dupont (1897-1930)
- Kidanè-Maryam Cassà (1930–1951)
- Lionel Audet (de) (1952–1989)
- Pierre Duprey (de) (1989–2007)
- Matthias Heinrich (depuis 2009)